# Kompania graniczna KOP „Grabów”

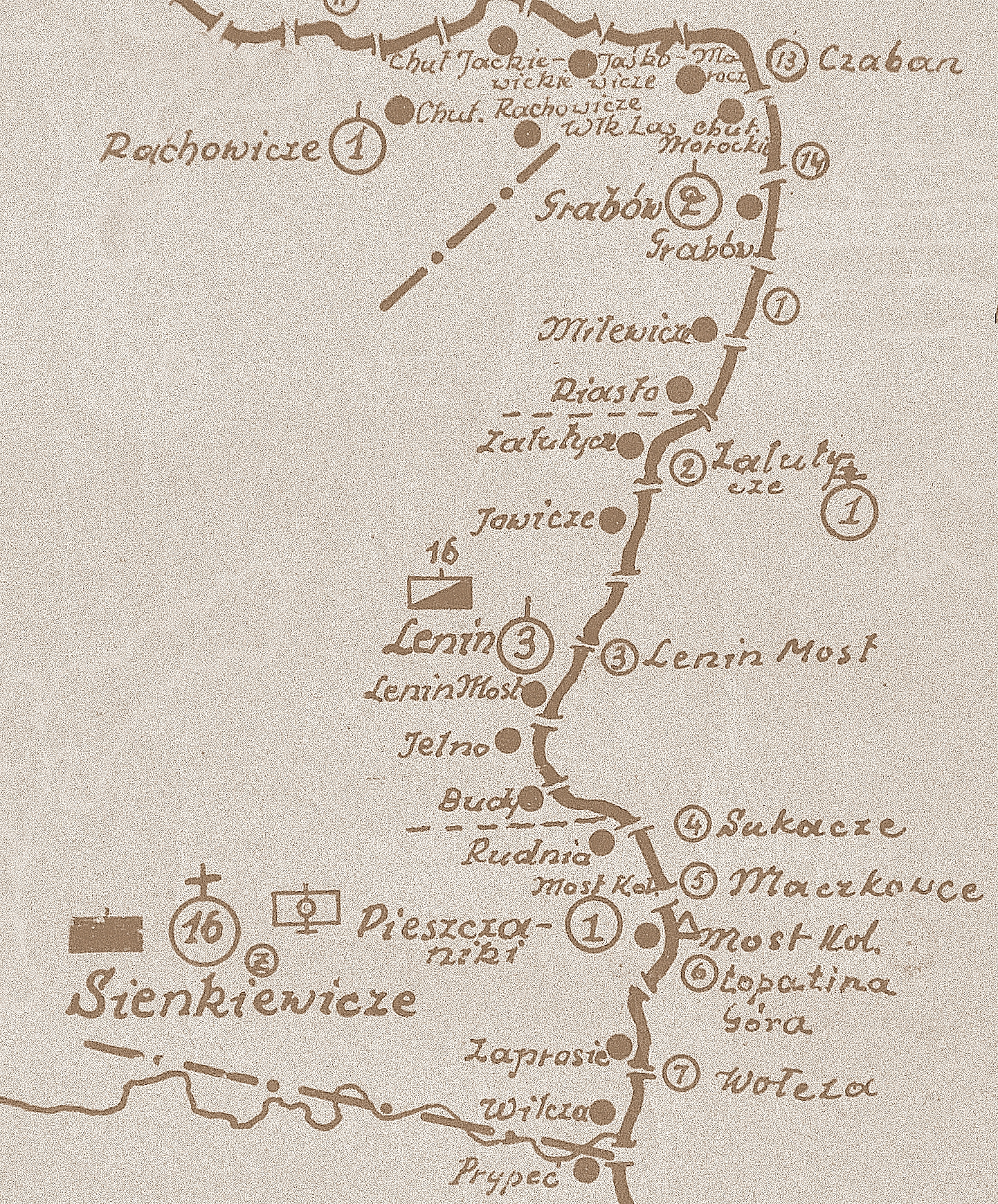
Rozmieszczenie batalionu KOP „Sienkiewicze” w 1931

Kompania graniczna KOP „Grabów” – pododdział graniczny Korpusu Ochrony Pogranicza pełniący służbę ochronną na granicy polsko-radzieckiej.

## Formowanie i zmiany organizacyjne
Na podstawie rozkazu Ministra Spraw Wojskowych nr 1600/tjn./O.de B/25, w drugim etapie organizacji Korpusu Ochrony Pogranicza, w terminie do 1 marca 1925 sformowano 16 batalion graniczny , a w jego składzie 2 kompanię graniczną KOP. W listopadzie 1936 kompania liczyła 2 oficerów, 9 podoficerów, 5 nadterminowych i 98 żołnierzy służby zasadniczej.
W 1939 2 kompania graniczna KOP „Grabów” podlegała dowódcy batalionu KOP „Sienkiewicze”.

## Służba graniczna
Podstawową jednostką taktyczną Korpusu Ochrony Pogranicza przeznaczoną do pełnienia służby ochronnej był batalion graniczny. Odcinek batalionu dzielił się na pododcinki kompanii, a te z kolei na pododcinki strażnic, które były „zasadniczymi jednostkami pełniącymi służbę ochronną”, w sile półplutonu. Służba ochronna pełniona była systemem zmiennym, polegającym na stałym patrolowaniu strefy nadgranicznej i tyłowej, wystawianiu posterunków alarmowych, obserwacyjnych i kontrolnych stałych, patrolowaniu i organizowaniu zasadzek w miejscach rozpoznanych jako niebezpieczne, kontrolowaniu dokumentów i zatrzymywaniu osób podejrzanych, a także utrzymywaniu ścisłej łączności między oddziałami i władzami administracyjnymi. Miejscowość, w którym stacjonowała kompania graniczna, posiadała status garnizonu Korpusu Ochrony Pogranicza.
2 kompania graniczna „Grabów” w 1934 ochraniała odcinek granicy państwowej szerokości 30 kilometrów 660 metrów. Po stronie sowieckiej granicę ochraniały zastawy „Czaban”, „Olnańczyce” i „Milewicze” z komendantury „Jurkiewicze” .
| 1928-1929                       | 1931-1934                       | 1938                       | 17 IX 1939                   |
| ------------------------------- | ------------------------------- | -------------------------- | ---------------------------- |
| dowództwo kompanii              |                                 |                            |                              |
| strażnica KOP „Jaśkowicze”      | —                               | strażnica KOP „Jaśkowicze” | 1 strażnica KOP „Jaśkowicze” |
| strażnica KOP „Morocz”          | strażnica KOP „Morocz”          | strażnica KOP „Morocz”     | 2 strażnica KOP „Morocz”     |
| strażnica KOP „Chutor Morockie” | strażnica KOP „Chutor Morockie” | —                          | —                            |
| strażnica KOP „Grabów”          | strażnica KOP „Grabów”          | strażnica KOP „Grabów”     | 3 strażnica KOP „Grabów”     |
| strażnica KOP „Milewicze”       | strażnica KOP „Milewicze”       | —                          | —                            |
| -                               | strażnica KOP „Riasło”          | —                          | pluton odwodowy              |

Kompanie sąsiednie:
- 1 kompania graniczna KOP „Rachowicze” ⇔ 3 kompania graniczna KOP „Lenin” – 1928[7], 1929[8], 1931[6] , 1932[9], 1934[10]
- 3 kompania graniczna KOP „Hawrylczyce” ⇔ 3 kompania graniczna KOP „Lenin” – 1938[11]

## Dowódcy kompanii
- kpt. Michał Przybysz (był X 1928 – 28 II 1933 → przeniesiony w stan spoczynku)[14]
- kpt. Ludwik Szymański (28 II 1933 – )[14]
- kpt. Jan Połowińczak[f] (– 1939)
- kpt. Kazimierz Tomasz Grabowski[g] (IX 1939)